# Hermann Ottomar Herzog

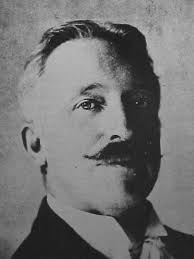
Hermann Herzog

Herman(n) Ottomar Herzog (Bremen, 15 november 1832 - Philadelphia, 6 februari 1932) was een Amerikaans kunstschilder van Duitse herkomst. Hij schilderde vooral landschappen, waarvoor hij veel reisde, onder andere naar Nederland en België.

## Leven en werk
Herzog studeerde aan de Kunstacademie Düsseldorf en verder bij de vooraanstaande landschapsschilders Andreas Achenbach en Hans Fredrik Gude. Vervolgens trok hij decennialang door Europa, van Noorwegen tot Italië, en schilderde vooral landschappen waarin hij speelde met licht- en sfeereffecten. In de jaren 1860 trok hij rond door de Verenigde Staten, waar hij zich in 1869 vestigde en later ook de Amerikaanse nationaliteit aannam. Zijn bekendste werken schilderde hij aan de Oostkust en in Yosemite. Door beleggingen in de spoorwegen werd hij een vermogend man.
Herzog bleef ook na zijn verhuizing naar Amerika regelmatig terugkeren naar Europa, waar zijn werken veel succes hadden: hij verkocht zijn landschappen onder andere aan leden van het koninklijk huis in Engeland, Duitsland en Rusland. Bij zijn reizen bezocht hij diverse malen ook Nederland en België, waar hij met name schilderde aan de Noordzee-kust.
Herzogs werk werd sterk beïnvloed door de romantiek. Hij werkte vanuit een poëtische schilderopvatting, met veel aandacht voor atmosfeer. Bijzondere waardering had hij voor de zeventiende Hollandse landschapsschilder Aert van der Neer. Zijn Amerikaans oeuvre wordt wel geassocieerd met de Hudson River School.
Herzog overleed in 1932, bijna honderd jaar oud en liet ruim duizend schilderijen na. Zijn zoon Lewis Edward Herzog werd ook kunstschilder.

## Hollandse en Belgische werken

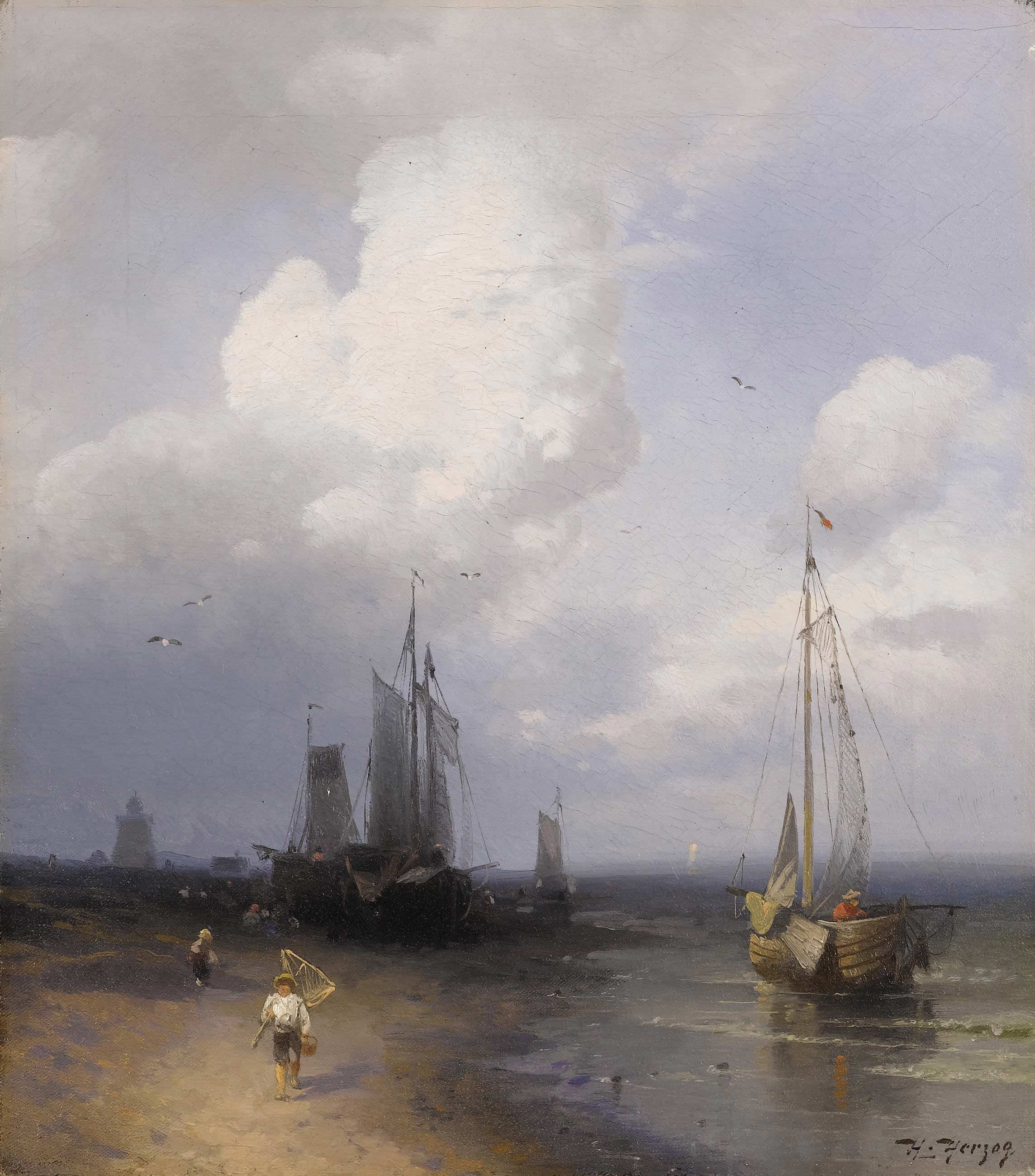
Hollandse kust scene
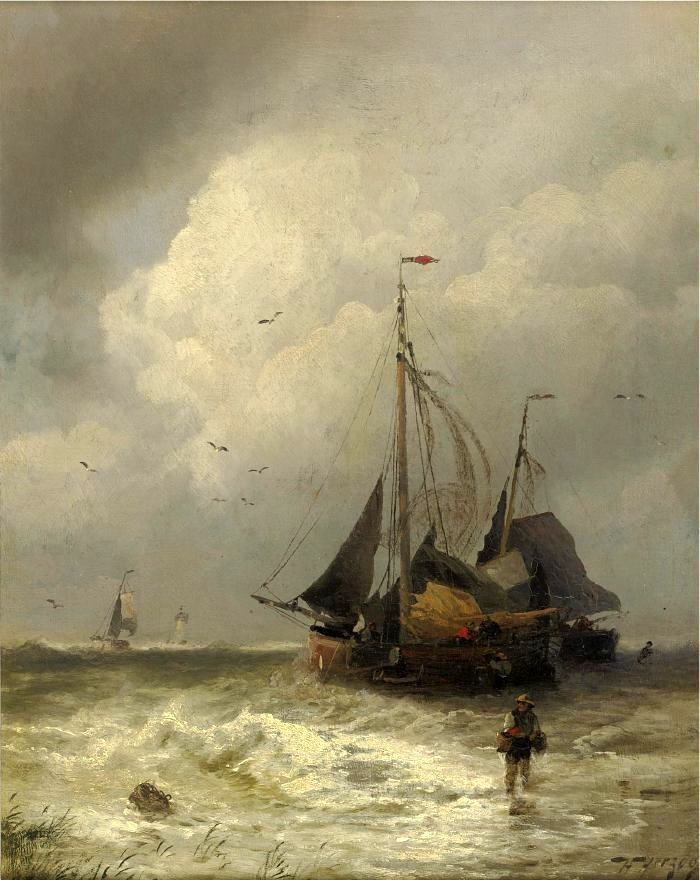
Bomschuiten op het strand bij Scheveningen
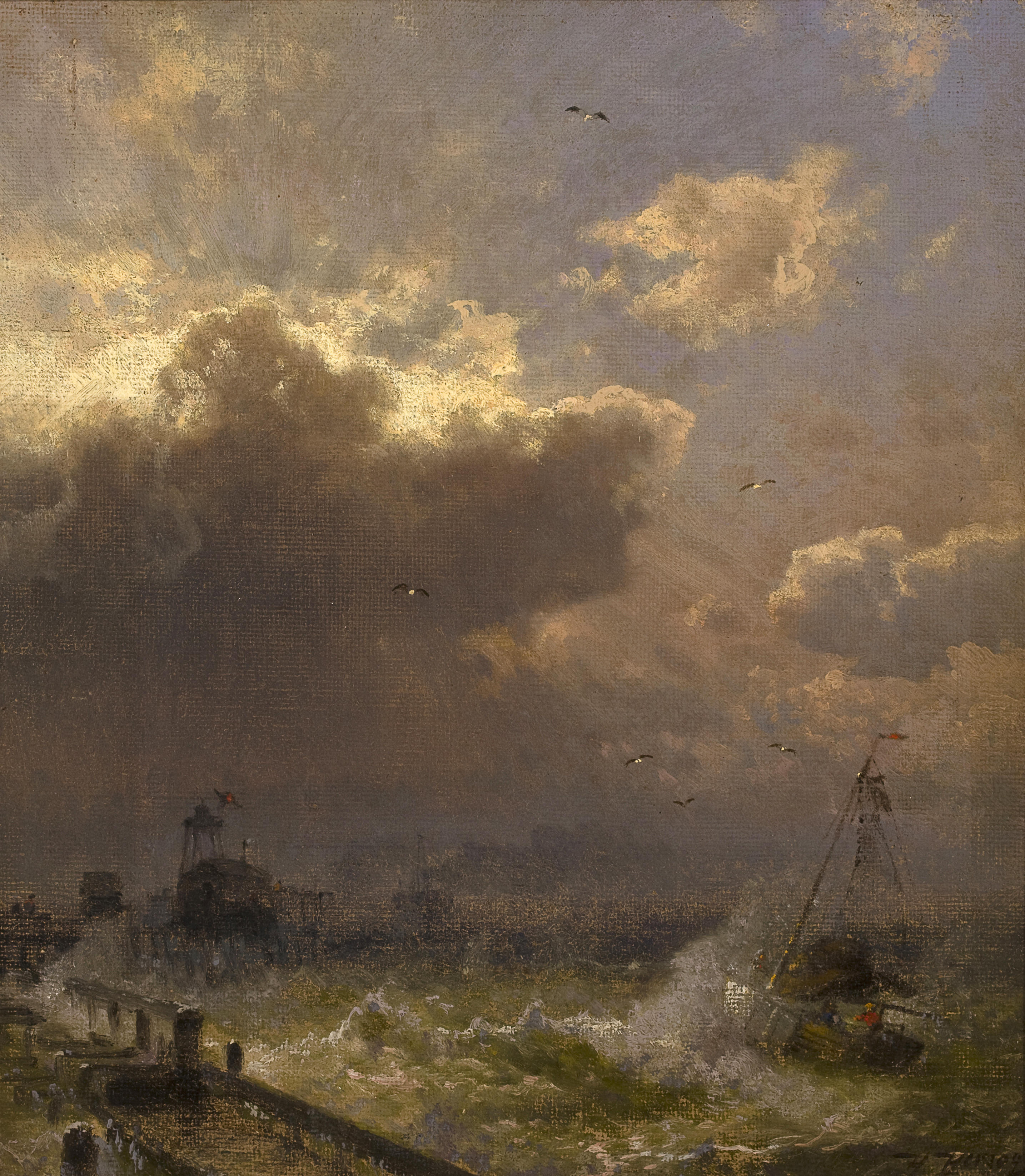
Vuurtoren bij Oostende
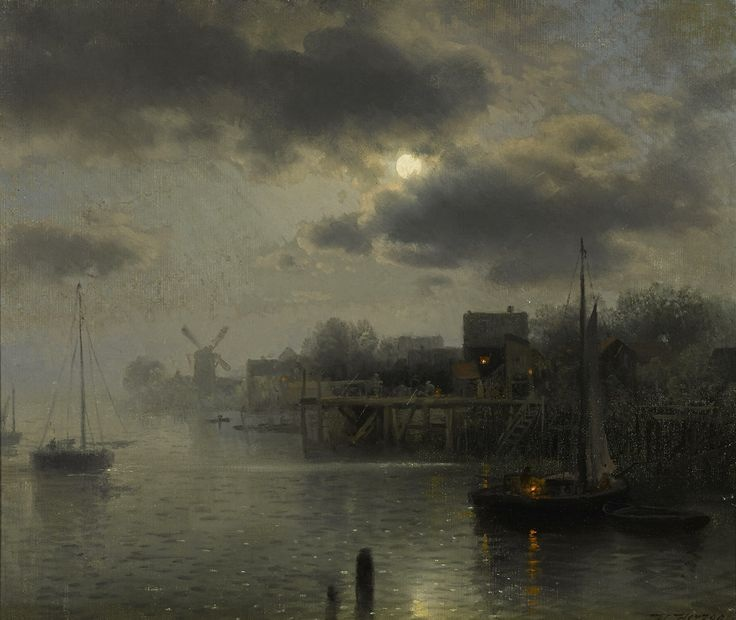
Maanlicht in Holland
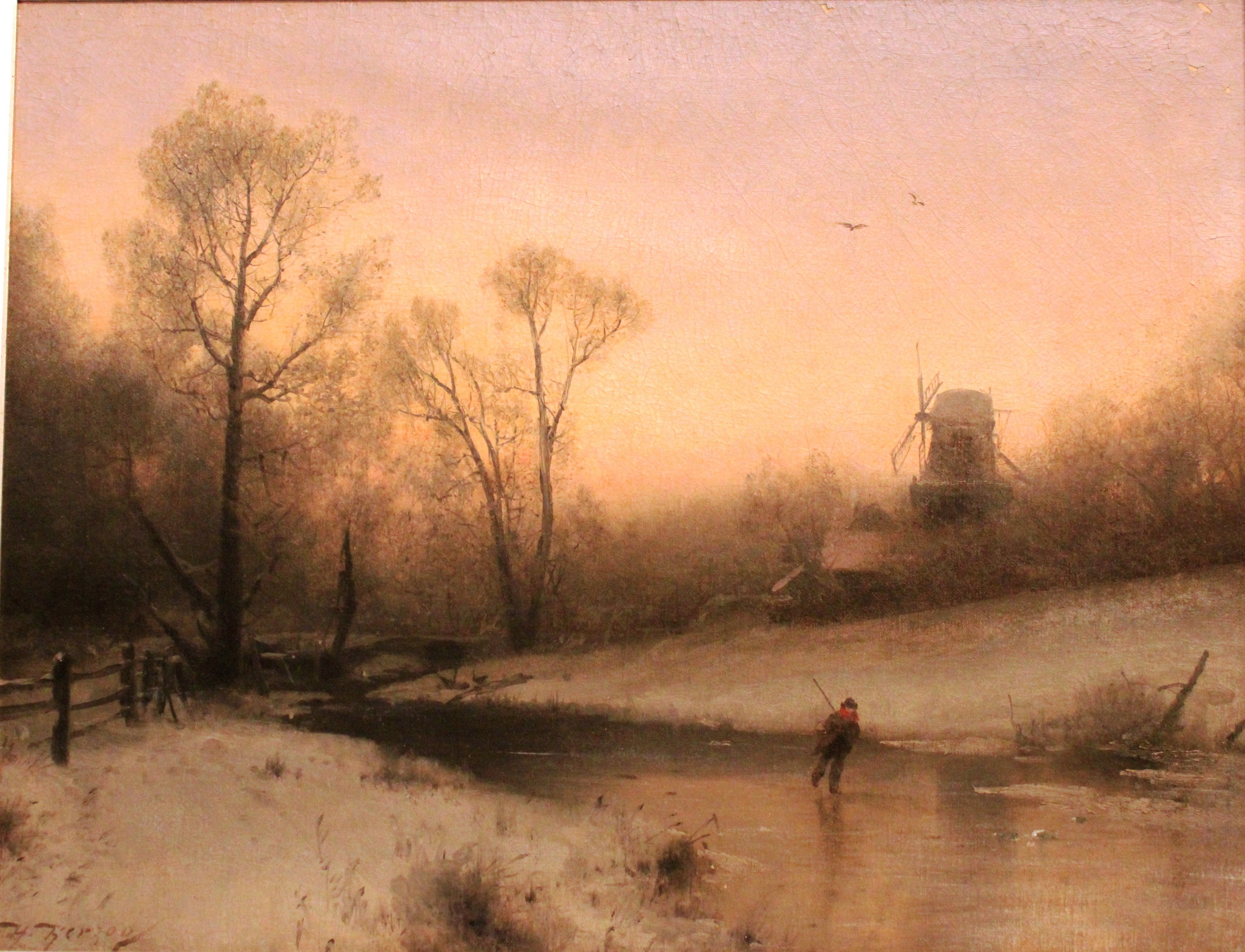
Winteravond in Holland
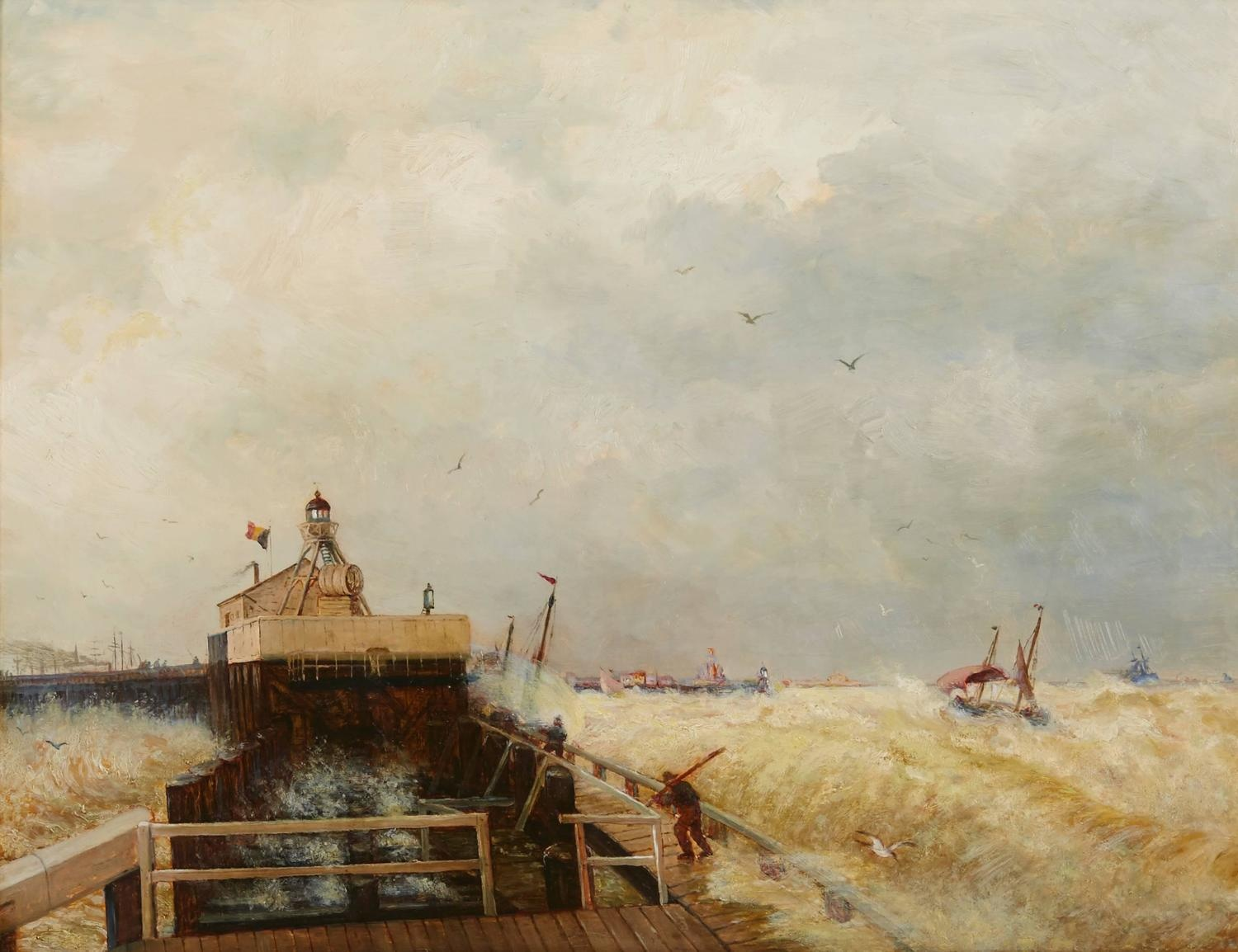
De haven van Oostende
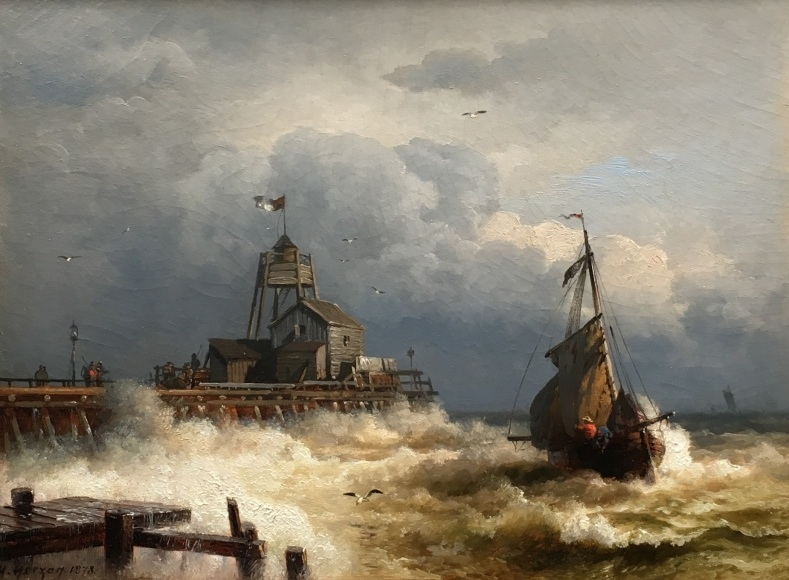
Reddingsactie in Oostende
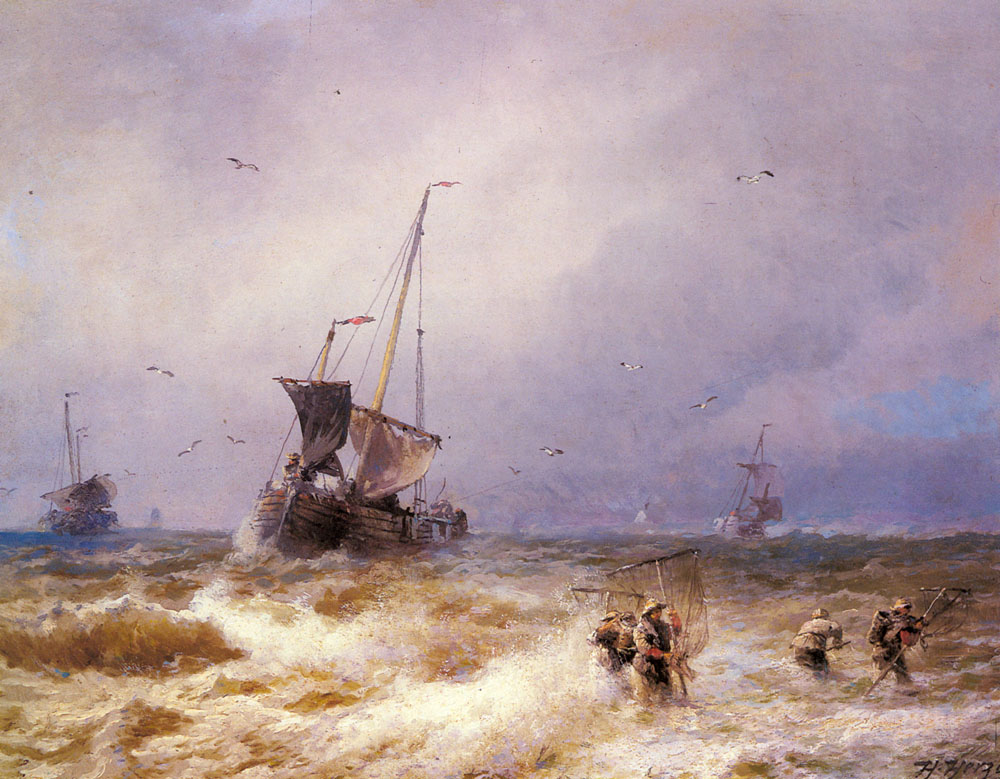
Visserstafereel
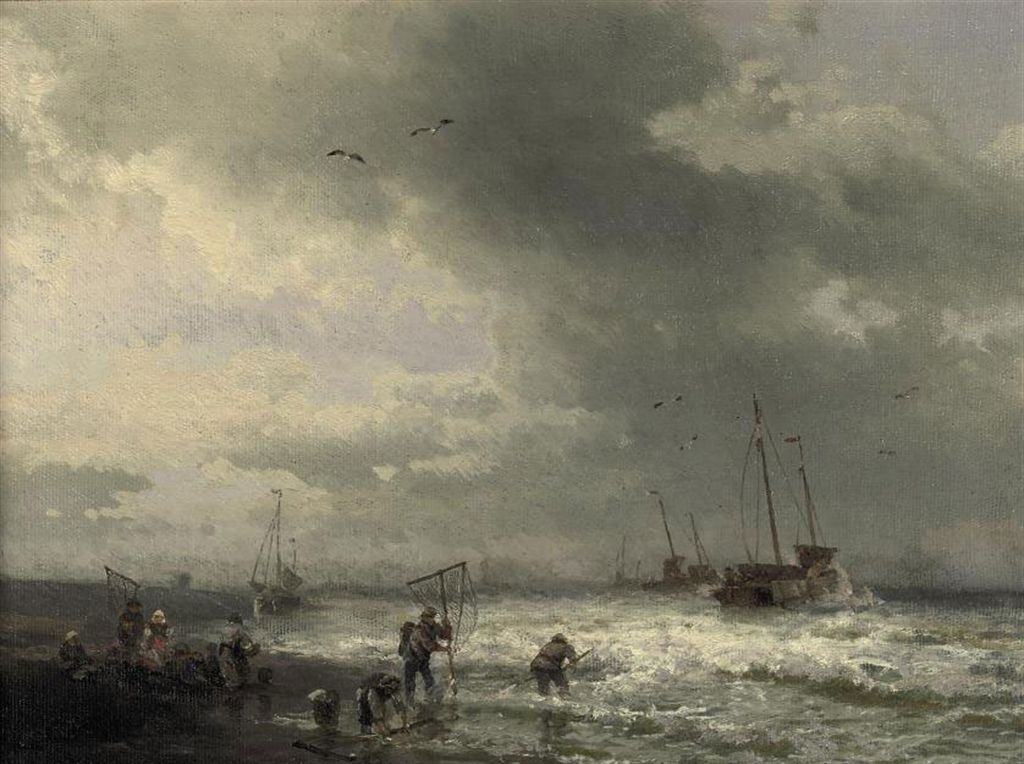
Vissers op het strand
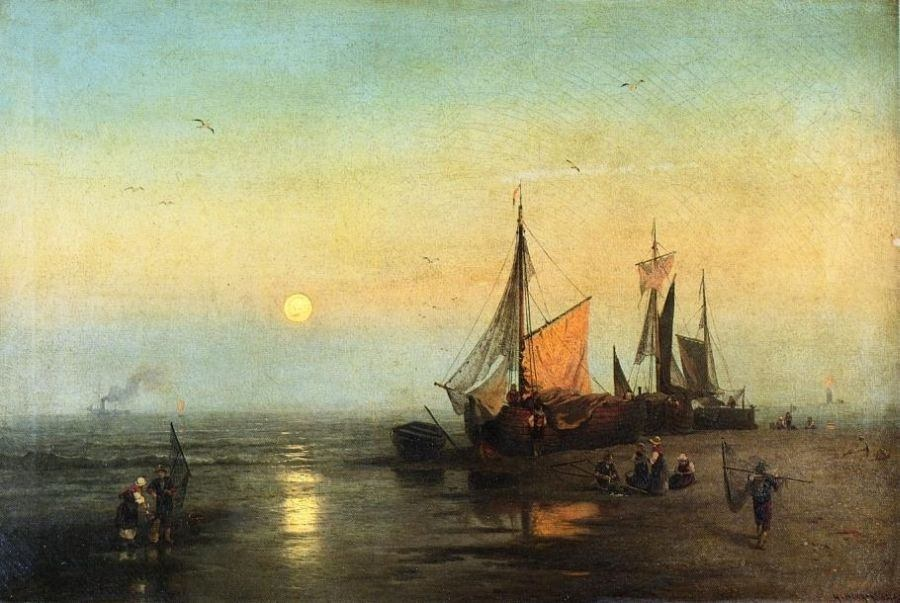
Strand bij Maanlicht, Nederland